# Stefan Fliegel
Stefan Józef Fliegel (ur. 6 czerwca 1908 w Łodzi, zm. 31 października 1939 w Łodzi) – polski piłkarz, obrońca.
Był pierwszoligowym piłkarzem ŁKS Łódź. W reprezentacji Polski wystąpił tylko raz, w rozegranym 15 września 1935 spotkaniu z Łotwą, które Polska zremisowała 3:3.